# 杨逸 (小说家)
楊逸（1964年6月18日—），原名劉莜，中國裔日本人小说家，出生於中国黑龍江省哈尔滨市。1987年赴日讀書進而定居，2007年開始創作就憑處女作《小王》（ワンちゃん）在第105屆文學界新人賞獲獎及第138屆芥川奖提名，2008年則憑《浸著時光的早晨》（時が滲む朝）一書獲得第139屆芥川奖。她是首位獲得芥川奖的華人與原中國籍人物，也是首位不以日語為母語而獲得日本文學獎的作家。2012年，正式歸化為日本國籍公民。

## 經歷
楊逸1964年出生於哈爾濱市，父親是大學中國文學教師，母親是小學教師，都因文化大革命下放農村。她自小喜愛寫作。中學時期就讀於哈爾濱市第五中學，也曾在中國讀過大學（但至今仍未知哪所大學，楊逸也不愿提起）。
楊逸中學時代，看見從親戚送來的日本都會風景攝影，從此對日本產生憧憬。。1987年赴日留學，開始先在日語學校學習；1991年進入御茶水女子大学教育學部地理系，之後從文學系畢業。畢業後先後任職華文報社及教師。
楊逸的前夫是日本人，並育有一子一女。1998年，她和丈夫分居；2000年她在丈夫不同意的情況下堅持申請離婚。與前夫分開後，楊逸須獨立撫養兒女，生活艱難，直到2007年才調整好心態，開始進行職業日語寫作。
她的第一部作品《小王》（4萬字）僅僅用了兩個星期就寫完，寄給《文學界》之後順利發表，出乎她的意料得到很高的評價。小說表達了日中跨國婚姻的無奈，獲得了同年第138屆芥川龍之介賞的提名，雖然因日語表達未夠成熟而沒有得獎，但是已經進入了最後兩強。不過楊逸又獲得了2007年度（第105屆）文學界新人賞。
2008年，楊逸用三個月的時間寫完了《浸著時光的早晨》，講述1980年代中华人民共和国民主运动的青年在中國20年轉型期中的經歷故事，再一次獲得芥川獎（第139屆）的提名，而且最終獲獎。楊逸成為首位以非日語為母語的獲獎者。
楊逸寫作的特色是常直接引用中文詩歌、中文特有而日文中尚未使用的成語，或是將中文常用的比喻轉化成日文，被視為為日文帶來了一些新鮮的元素。 

## 作品
- 小王（《文藝春秋》，2008年1月10日，ISBN 9784163268804） 
  - 小王（《文學界》2007年12月號）
  - 老處女
- 浸著時光的早晨（文藝春秋，2008年7月10日，ISBN 9784163273600）
  - 初刊：《文學界》2008年6月號
  - 中文版更名為《時光浸染》（大地出版社，2009年7月5日，ISBN 9789866451065 台灣）
- 金魚生活（文藝春秋，2009年1月）
  - 初刊：《文學界》2008年9月號
- 中国的暴虐（WAC，2021年5月，ISBN 9784898319512 日本）